# Mille et Une Nuits à Istanbul
Pour plus de détails, voir Fiche technique et Distribution.
Mille et Une Nuits à Istanbul (titre original : Agguato sul Bosforo) est un film d'aventure italien, réalisé par Luigi Batzella (sous le pseudonyme de Paul Hamus),  sorti  en 1969.

## Synopsis
Un homme et une femme tuent un scientifique qui a récemment découvert un gisement de diamants. Ils parviennent à photographier sur un microfilm la carte géographique qui mène au filon de pierres précieuses et volent les diamants en possession du scientifique. À partir de ce moment, plusieurs meurtres se produisent. En fait, nombreuses sont les organisations et les personnes qui souhaitent mettre la main sur ce gisement...

## Fiche technique
- Titre français : Mille et Une Nuits à Istanbul[1]
- Titre original italien : Agguato sul Bosforo[2]
- Titre alternatif italien : Colpo grosso a Porto Said
- Réalisation : Luigi Batzella (sous le pseudo de Paul Hamus)
- Scénario    : Luigi Batzella (sous le pseudo de Paul Hamus), Otto Smell, Gino Turini
- Photographie : Angelo Baistrocchi
- Montage : Otto Smell
- Musique : Stelvio Cipriani
- Maquillage : Romolo Sensoli
- Production : Excelsa Film
- Pays de production :  Italie
- Langue originale : italien
- Format : Couleur (Eastmancolor) — 35 mm — 2,35:1 — Son : Mono
- Genre : Film d'aventure, Film d'action
- Durée : 92 minutes (1 h 32)
- Dates de sortie : 
  - Italie : 21 octobre 1969[3]
  - France : 29 novembre 1972[1]

## Distribution
- David Allen: Martin
- Eleonora Vargas (it) : Margareth
- Gino Turini (sous le pseudo de John Braun) : Mark
- Alfredo Rizzo : Marcel
- Kathya Kelly : Kerina
- Robert King : Korval
- Livio Lorenzon : Akim
- Dakar : Khadir
- Francesca Roy : Azuma
- Dom Moor : Habub Hsiam
- Mary Bradmaseff : contesse
- Anna Orso (non créditée): Roberta
- Luigi Batzella (non crédité) : Sivas

## Lieux de tournage
Entre autres, le tournage a eu lieu au château de Sammezzano (province de Florence).

## Bande son
La chanson Chissà perché (litt. Qui sait pourquoi) est interprétée par la chanteuse Olympia (it).

## Crédit d'auteurs
- (it) Cet article est partiellement ou en totalité issu de l’article de Wikipédia en italien intitulé « Agguato sul Bosforo » (voir la liste des auteurs).